# Айтермілен
Айтермілен (люксемб. Éiter Millen, Éitermillen) — хутір в комуні Контерн, на півдні Люксембургу. Розташований на західний південь від села Етранж, та на північний захід від села Мутфорт.